# Stefan III (papież)
Stefan III lub Stefan IV (ur. ok. 720, zm. 24 stycznia 772) – 94. papież w okresie od 7 sierpnia 768 do 24 stycznia 772.

## Życiorys
Urodził się na Sycylii, a wychował się w Rzymie. Za pontyfikatu Zachariasza pracował w kancelarii papieskiej. Po śmierci jego poprzednika doszło do wyboru antypapieża Konstantyna i antypapieża Filipa, jednak obaj nie utrzymali się zbyt długo i w 768 roku wybrano prawowitego papieża Stefana. Do jego wyboru znacznie przyczynił się kardynał Krzysztof, który w rzeczywistości miał nadzieję zawłaszczyć realną władzę dla siebie.
Kontynuował dobre stosunki papiestwa z królem Franków Pepinem III, ale po jego śmierci szukał porozumienia politycznego z Longobardami. Zwołał synod, który zebrał się 12 kwietnia 769 na Lateranie, na którym ustanowił nowy dekret dotyczący wyboru papieży. W myśl postanowień zgromadzenia o prawo wyboru mógł ubiegać się wyłącznie duchowny, a osoby świeckie, przede wszystkim lud rzymski, całkowicie odsunięto od elekcji. W zakresie religijnym synod potępił postanowienia ikonoklastycznego soboru w Hierei (754), uznając prawowierność czcicieli obrazów czyli ikonodulów, w tym czasie zaciekle zwalczanych w Bizancjum przez cesarza Konstantyna V. Zgromadzenie potępiło bezpośredniego poprzednika Stefana, antypapieża Konstantyna II. Należy podkreślić, że postanowienia synodu dotyczące wyboru papieży, jako sprzeczne z prawem zwyczajowym, nie obowiązywały w praktyce.
Papież sprzeciwiał się małżeństwu Karola Wielkiego z córką króla Longobardów Dezyderatą, które mogło doprowadzić do złamania paktu między Frankami, a Państwem Kościelnym. Stefan próbował nawiązać kontakt z Karlomanem, a po jego śmierci ze swym wrogiem Dezyderiuszem. Doprowadziło to ostatecznie do rozwodu Karola Wielkiego, który zerwał kontakty z Longobardami. Uwikłany w rozgrywki polityczne, wydał wyrok śmierci na swojego doradcę, kardynała Krzysztofa, a wkrótce potem sam zmarł 24 stycznia 772 w Watykanie.